# 2253 Espinette
2253 Espinette (1932 PB) là một tiểu hành tinh bay qua Sao Hỏa được phát hiện ngày 30 tháng 7 năm 1932 bởi G. Van Biesbroeck ở the Yerkes Observatory.